# Stadiumi Gramozi
Stadiumi Gramozi – stadion sportowy w Ersekë, w Albanii. Obiekt może pomieścić 4000 widzów. Swoje spotkania rozgrywają na nim piłkarze klubu KF Gramozi.